# Đinh Công Sỹ

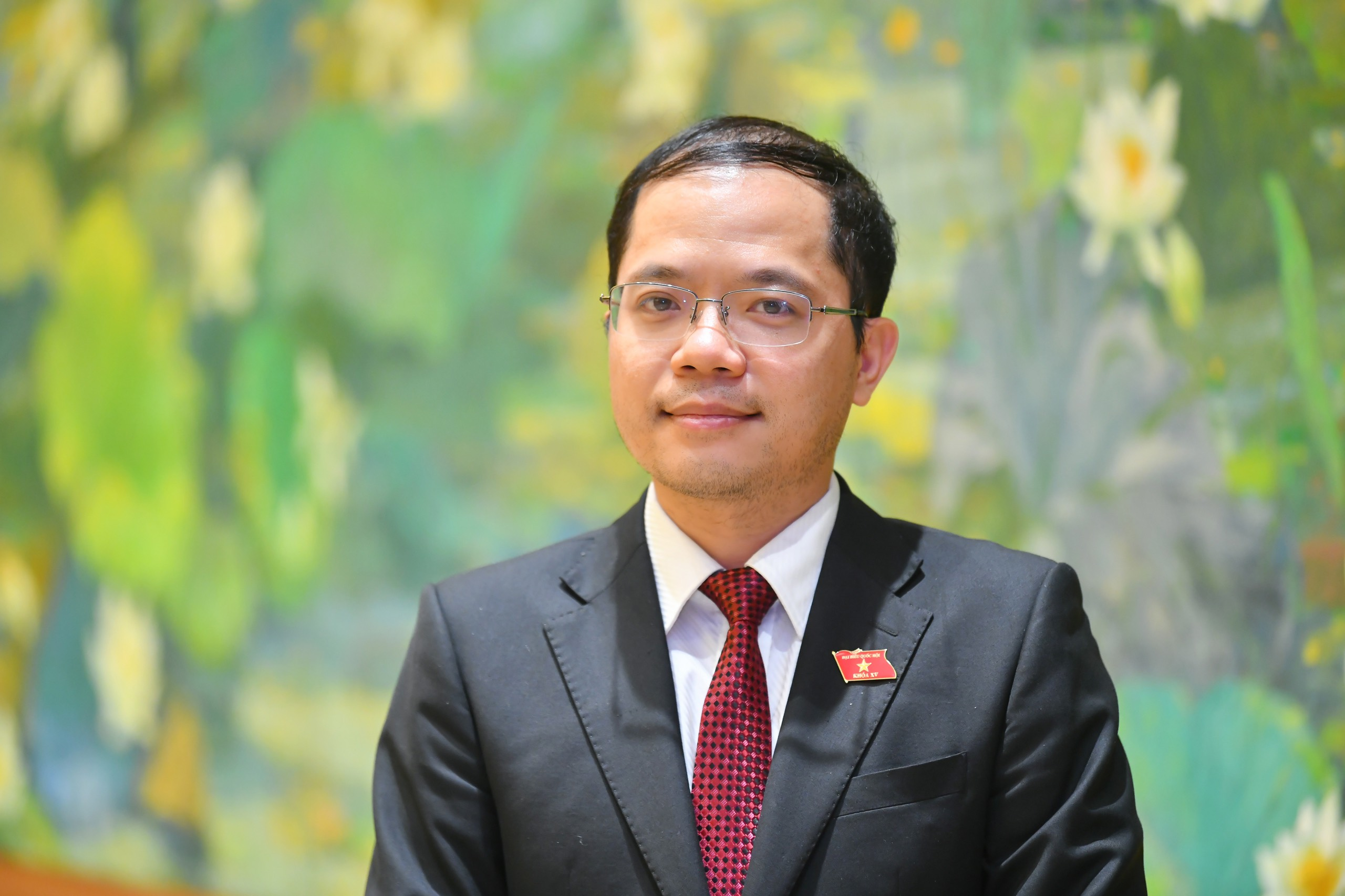
Đinh Công Sỹ

Đinh Công Sỹ (sinh ngày 25 tháng 11 năm 1979) là chính trị gia người Việt Nam, dân tộc Mường. Ông là đại biểu Quốc hội Việt Nam khóa XIII, XIV và XV thuộc Đoàn đại biểu quốc hội tỉnh Sơn La, Uỷ viên thường trực, Ủy ban Đối ngoại của Quốc hội, Phó chủ tịch Thường trực nhóm Đại biểu Quốc hội trẻ Việt Nam khoá XIII, XIV, Phó chủ tịch Nhóm Nghị sĩ hữu nghị Việt Nam - Thái Lan. Ông đã trúng cử Đại biểu Quốc hội khoá XV tại tỉnh Sơn La. Ông được Uỷ ban Thường vụ Quốc hội bổ nhiệm chức vụ Phó Chủ nhiệm Uỷ ban Đối ngoại của Quốc hội khoá XV ngày 21/7/2021. Hiện nay ông là Phó Chủ nhiệm Ủy ban Văn hóa, Giáo dục của Quốc hội, Chủ tịch Nhóm Nghị sĩ hữu nghị Việt Nam - Thái Lan,Phó Chủ tịch Nhóm Nghị sĩ hữu nghị Việt Nam - Pháp, Phó Chủ tịch thường trực Chủ tịch Nhóm Nghị sĩ trẻ Việt Nam khóa XV. Trước khi trở thành đại biểu Quốc hội chuyên trách ở trung ương, ông đã từng công tác nhiều năm ở địa phương.

## Xuất thân
Ông quê quán tỉnh Sơn La. Ông hiện cư trú tại thành phố Hà Nội.

## Giáo dục
- Giáo dục phổ thông: 12/12
- Cử nhân ngoại ngữ. Ngôn ngữ: tiếng Anh, tiếng Pháp, tiếng Lào.
- Thạc sĩ Luật học
- Cao cấp lí luận chính trị

## Sự nghiệp
Ông gia nhập ĐCSVN vào 02/9/2005.
Ông là đại biểu HĐND Tỉnh Sơn La nhiệm kỳ 2011-2016.

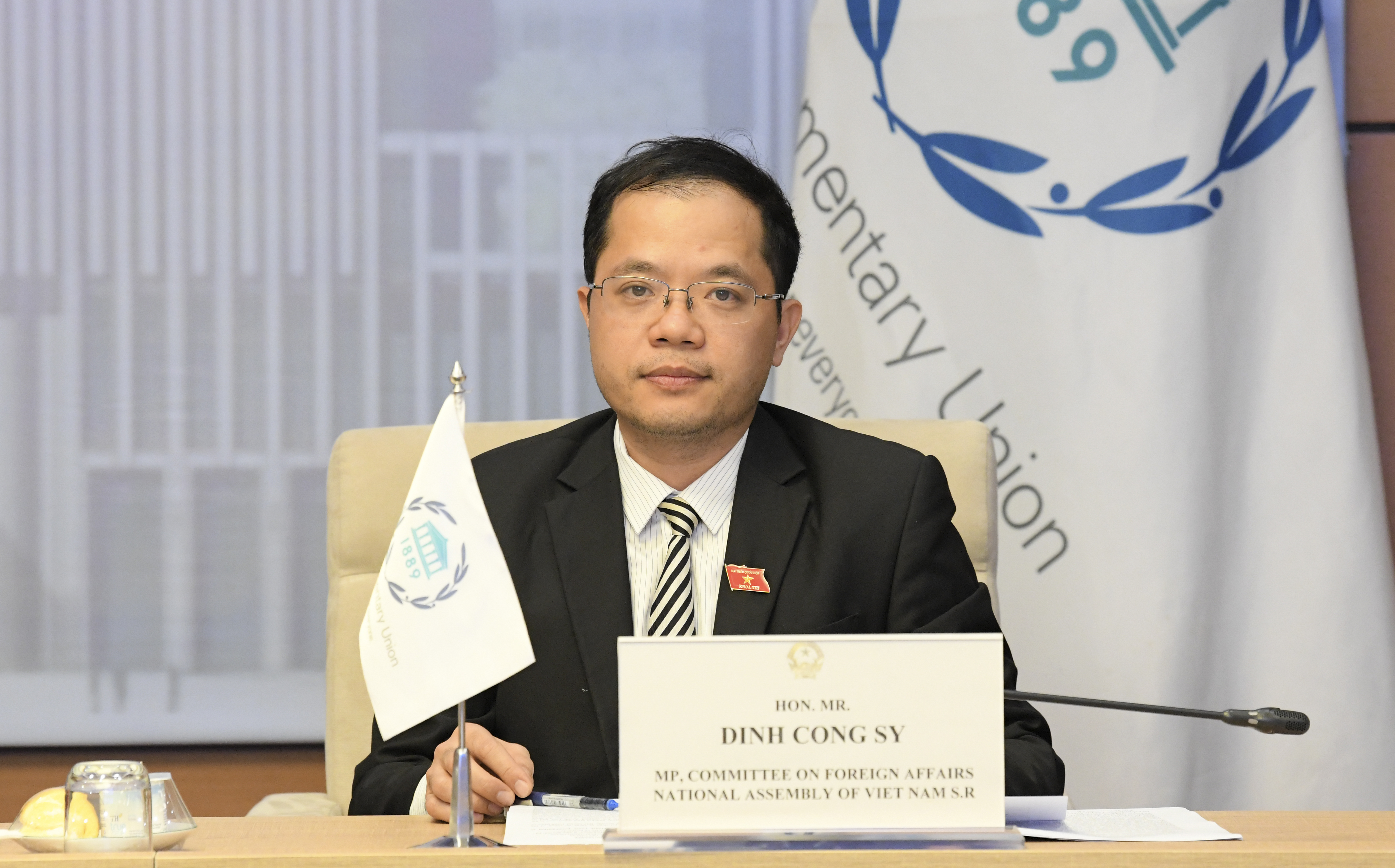
Đinh Công Sỹ năm 2921

Ông từng công tác tại tỉnh Sơn La với nhiều trọng khách khác nhau. Năm 2014 được Uỷ ban Thường vụ Quốc hội điều động về nhận nhiệm vụ làm Ủy viên thường trực Ủy ban Đối ngoại của Quốc hội, Phó chủ tịch Nhóm đại biểu Quốc hội trẻ khoá XIII, XIV và hiện nay là Phó Chủ nhiệm Uỷ ban Đối ngoại khoá XV nhiệm kỳ 2021-2026. Hiện nay ông là Phó Chủ nhiệm Ủy ban Văn hóa, Giáo dục của Quốc hội, Chủ tịch Nhóm Nghị sĩ hữu nghị Việt Nam - Thái Lan,Phó Chủ tịch Nhóm Nghị sĩ hữu nghị Việt Nam - Pháp, Phó Chủ tịch thường trực  Nhóm Nghị sĩ trẻ Việt Nam khóa XV